# Misael Bañuelos
Misael Bañuelos García (Tablada del Rudrón, 22 de marzo de 1887-Valladolid, 21 de junio de 1954) fue un médico español, profesor durante un largo periodo de tiempo en la facultad de Medicina de la Universidad de Valladolid.

## Biografía

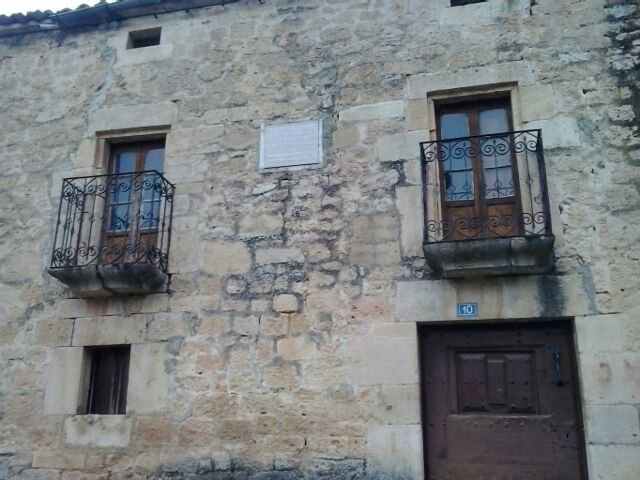
Casa natal de Misael Bañuelos en Tablada del Rudrón

Nacido en la localidad burgalesa de Tablada del Rudrón en 1887, a los 19 años entró en la facultad de Medicina madrileña de San Carlos, que contaba con médicos como Santiago Ramón y Cajal o Amalio Gimeno y Cabañas. Además de medicina, en su tiempo libre estudió diversas materias como filosofía, historia o psicología. En 1912 termina la licenciatura con sobresaliente e inicia el doctorado, que culmina con la defensa de la tesis sobre el «Valor semiológico de los trastornos de la sensibilidad dolorosa». Con 27 años, se decide por la docencia universitaria y escoge la vacante de Fisiología en Santiago de Compostela. Ese mismo año solicita una beca de la Junta para Ampliación de Estudios para acudir al laboratorio de Fisiología de la Universidad de Berna (Suiza) con los profesores Hugo Kohcker y León Asher; la obtendrá en 1916 gracias a la ayuda de Ramón y Cajal.
Obtiene la cátedra de Patología médica de Valladolid. Con su llegada a Valladolid el contenido de sus estudios e investigaciones se desplaza hacia la clínica médica, y expone y analiza un gran número de cuadros infecciosos de evolución poco frecuente o anómala. Su atención se centra básicamente en la sífilis, la viruela, la tuberculosis, la polineuritis, la patología hematológica, aunque abarca variadas entidades nosológicas.
En 1924 ingresa en la Real Academia de Medicina de Valladolid. Bañuelos atrajo pronto a su alrededor a un grupo de discípulos dispuestos a formarse a la luz de su maestro. Los dos primeros fueron Vicente Calvo Criado y Salas de Bureba.
Con el tiempo, su prestigio fue creciendo: en septiembre de 1929 fue nombrado vicerrector, y desde 1931 hasta 1954 fue decano en la facultad de Medicina. Completada su labor académica y clínica, el advenimiento de la República, con los cambios sociales que esta conllevó, hizo que su interés personal mirase hacia el mundo de la política. En una amplia serie de artículos publicados en el El Norte de Castilla quiso exponer a la población castellana sus puntos de vista, acunando un estatuto castellano-leonés que salvaguardase los intereses materiales y políticos de Castilla.
Durante la guerra civil y la inmediata posguerra, Misael Bañuelos participó, junto con otros médicos de la época (como el conocido Antonio Vallejo-Nájera), en el programa eugenésico del franquismo. Esta eugenesia iba unida a una supuesta higiene racial. Bañuelos comulgaba abiertamente con la ideología nazi y en sus libros se encuentran infinidad de citas de Mi lucha.
Su actividad clínica, no obstante, prosiguió, al igual que sus trabajos de investigación. Se centra en los estudios sobre el cáncer, proponiendo un tratamiento a base de bromuros, carente de fundamentos científicos, pero que el defiende apasionadamente.
A finales de los años 1940 su estado de salud comienza a empeorar, y comienza a sospechar que padece cáncer de estómago. Sin embargo, en 1950 publica un libro de relatos titulado La bella Loni y otros cuentos. En 1954 la situación se agrava y, tras sufrir una hemorragia digestiva, fallece el 21 de junio.
En Burgos tiene dedicado el nombre de una plaza y el Hospital clínico universitario de Valladolid cuenta con un salón de actos llamado «Aula Misael Bañuelos», donde hay colgado un retrato suyo.

## Obras
Entre más de sus 250 libros, ponencias y comunicaciones, una parte considerable está dedicada a la filosofía de la medicina, la antropología, la historia de la ciencia, la política y la literatura.
Entre sus obras dedicadas a la clínica y la terapia médica destacan el Manual de terapéutica clínica, de entre 1941 y 1944, en la que se compendian todos los procedimientos y técnicas curativas disponibles hasta la fecha, y el Manual de patología médica, de 1935.
Con respecto a la filosofía de la medicina, plasmó sus conclusiones en Los principios fundamentales del arte clínico de 1928.
La producción antropológica y eugenésica es una de las partes actualmente menos conocidas de su obra. Dentro de este campo, la obra más densa y de mayor contenido ideológico es Problemas de mi tiempo y de mi patria, de entre 1936 y 1939.
El núcleo central de su producción literaria se centra en su biografía, conservada en la biblioteca del Dr. Casas, la cual tituló Memorias de un hombre gris.
En Ediciones Morata publicó tres títulos:
- Personalidad y carácter. (1942.) Madrid. Morata.
- Psicología de la masculinidad. (1943) Madrid. Morata.
- Psicología de la feminidad. (1946). Madrid. Morata.

Antropología actual de los españoles
A pesar de no contar con formación como antropólogo, escribió Antropología actual de los españoles, que fue publicado en 1941 por la Editorial Científico Médica de Barcelona y reeditado en 2007 por la Editorial Retorno, en el libro lanza teorías de índole racista sobre los gitanos que residen en España, algunas de ellas son:
- "Es evidente y bien sabido por todos, que los gitanos prefieren casarse con mujeres de su raza, y aun de su tribu; pero todas las niñas robadas por ellos han entrado siempre a constituir parte de las tribus (...)."
- "Por lo menos en España, hasta el más lerdo en cuestiones de tipología racial distingue perfectamente el tipo gitano de los otros tipos raciales que viven en la Península Ibérica."
- "Incluso saben los españoles hallar el origen gitano en aquellos ricos, que habiendo abandonado la vida nómada y adoptando la vida sedentaria, o de artistas de toros, bailarines y artistas de teatros, se les presentan vestidos al uso elegante cosmopolita en la vida social actual. (...)."
- "Se han destacado más que sobresalido alguna vez en el arte de torear, pero no por la efectividad y realidad de su arte, sino por la gracia y simpatía de sus movimientos para realizar aisladamente algunas suertes de toreo, especialmente en los lances de capa y de muleta (...)."
- "Los gitanos actúan en Europa como raza absolutamente extraña y parásita, al igual que los judíos. (...)."
- "Bastante obra de caridad es asimilar a las tribus antiguas, pero sería grave error seguir admitiendo nuevas. Sólo las tribus y familias que ya han adquirido la vida sedentaria y se han incorporado a vivir nacional normal son dignos de respeto y tolerancia; pero las otras deben ser excluidas en la forma más humanitaria posible. (...)."